# Vezera
Vezera (německy Weser) je řeka v Německu, která protéká čtyřmi spolkovými zeměmi Hesensko, Dolní Sasko, Severní Porýní-Vestfálsko, Brémy) a ústí do Severního moře. Délka toku od soutoku zdrojnic činí 452 km a od pramene Werry pak 744 km. Plocha povodí měří 41 094 km². Je to největší řeka I. řádu, která leží celá v Německu (včetně celého povodí).

## Průběh toku
Vzniká soutokem řek Fuldy a Werry, 25 km severovýchodně od Kasselu v Hannoversch Münden, v nadmořské výšce 116,5 m. Na svém začátku je široká přibližně 94 m. Teče převážně severním směrem, nejprve v zaříznutém údolí na pomezí mezi Dolním Saskem a Vestfálskem. Za Hamelnem se obrací k západu, aby se u Vlotha ostře stočila na severovýchod do průlomu Porta Westfalica, kterým přetíná úzký hřeben Vezerských hor a vstupuje do Severoněmecké nížiny. U Stolzenau definitivně vtéká do Dolního Saska, podél meandrujícího toku jsou místy prokopány kanály pro usnadnění plavby. U Verdenu Vezera přijímá zprava svůj největší přítok Aller a stáčí se k severozápadu do velkoměsta Brémy, kde začíná její asi 70 km dlouhý estuár. Ten se rozšiřuje z 220 m v Brémách na 1,5 až 11 km u Bremerhavenu, kde ústí do Severního moře.

### Přítoky
- zdrojnice – Fulda, Werra
- levé – Diemel, Emmer, Werre, Große Aue, Hunte
- pravé – Aller

## Vodní režim
Zdrojem vody jsou sněhové a dešťové srážky. Vyšších vodních stavů dosahuje na jaře. Průměrný průtok vody na dolním toku činí přibližně 300 m³/s.

## Využití
Je splavná po celé své délce toku pro lodě do výtlaku 350 t. Do Brém do vzdálenosti 69 km od ústí mohou plout i námořní lodě. V Mindenu řeku (po akvaduktu Wasserstraßenkreuz) křižuje Středoněmecký kanál, který ji pomocí zdymadla spojuje s Labem a Emží. 
Na řece leží města Hann. Münden, Bodenfelde, Bad Karlshafen, Beverungen, Höxter, Holzminden, Bodenwerder, Hameln, Hessisch Oldendorf, Rinteln, Vlotho, Porta Westfalica, Minden, Petershagen, Stolzenau, Nienburg/Weser, Hoya, Dörverden, Achim, Brémy, Lemwerder, Brake, Nordenham, Bremerhaven.

## Galerie

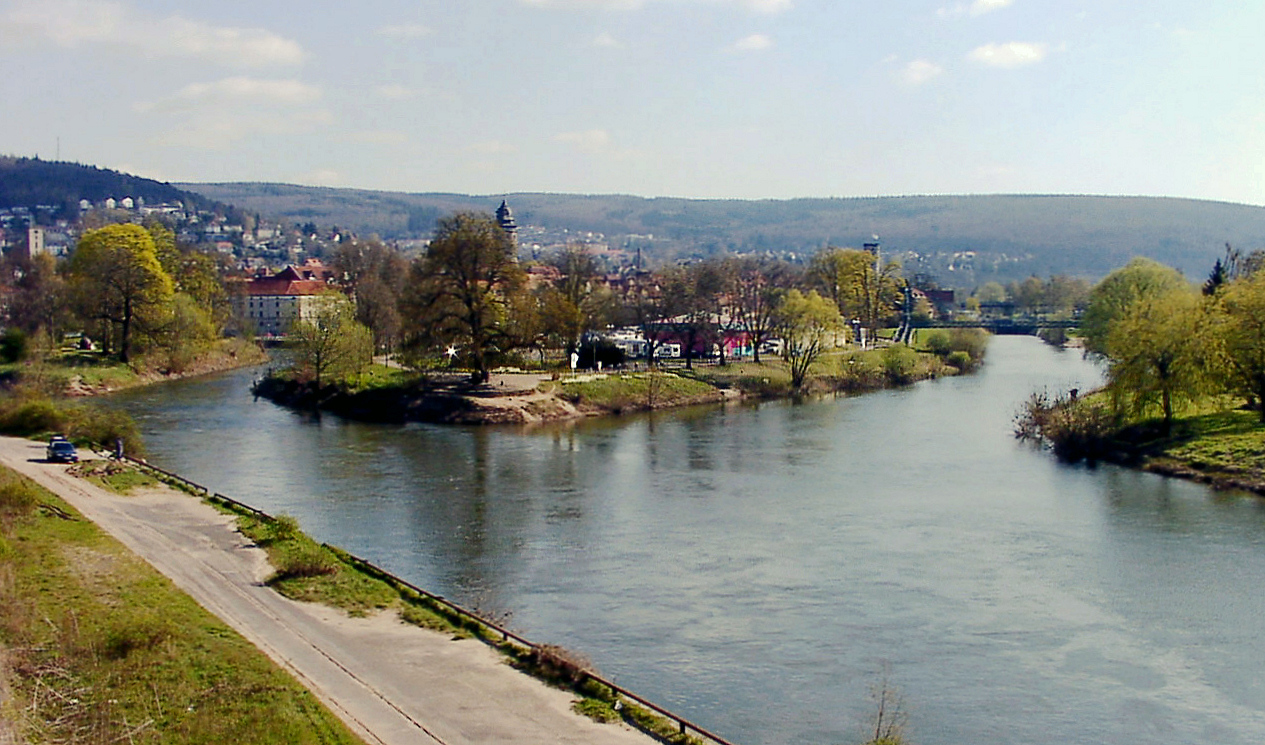
Hann. Münden – soutok Werry a Fuldy
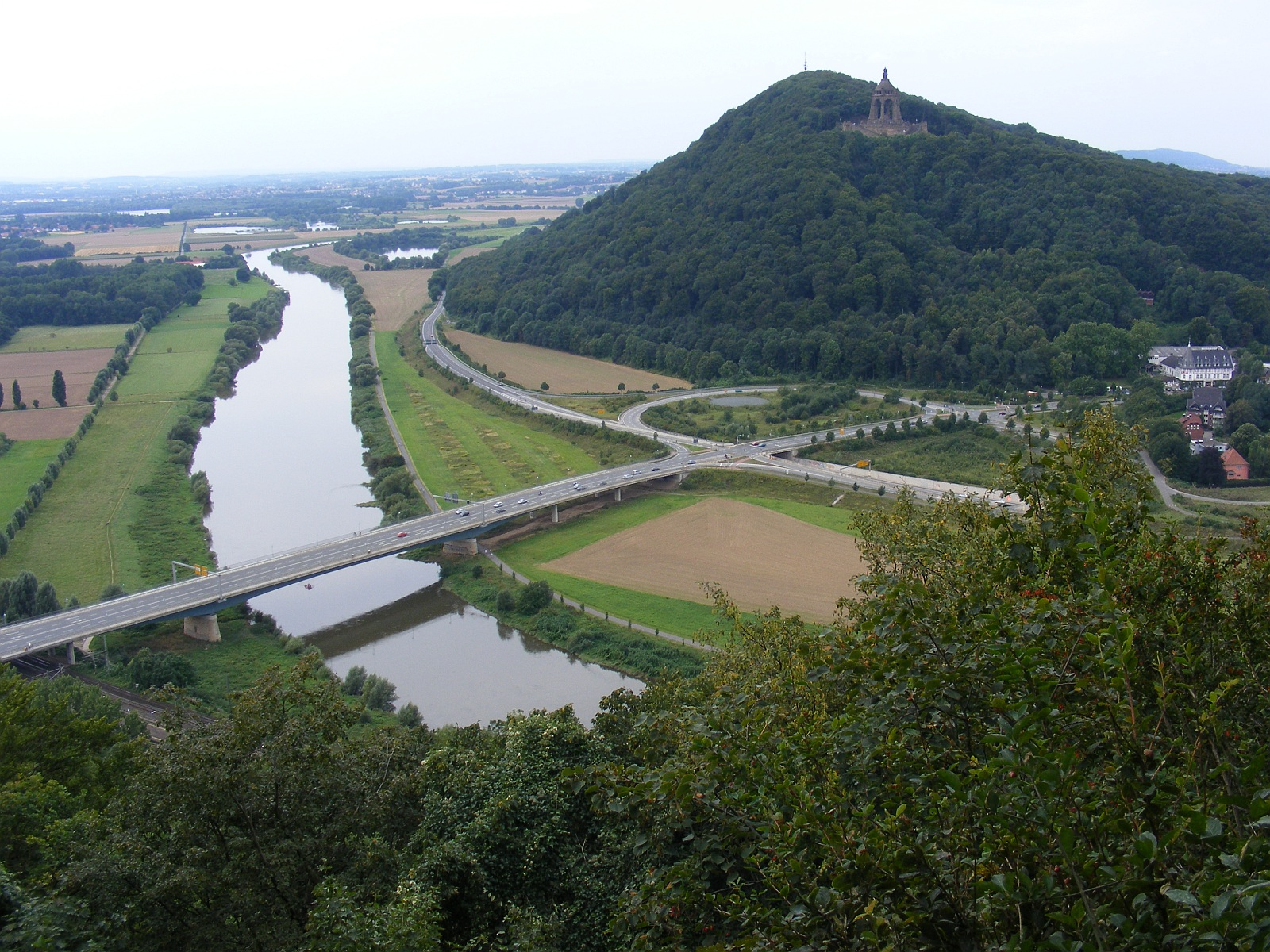
v soutěsce Porta Westfalica
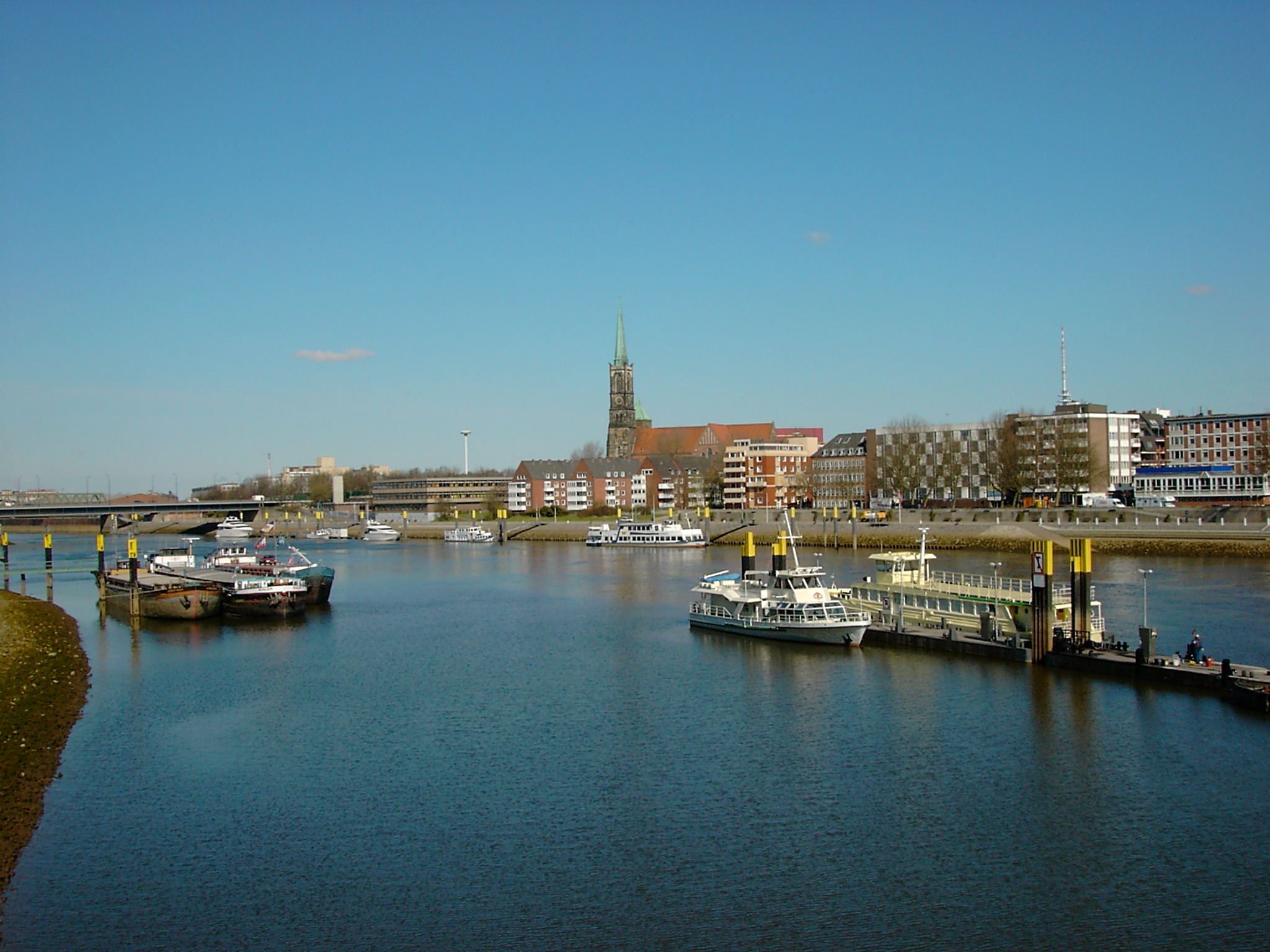
v Brémách